# Барбераз
Барбераз (фр. Barberaz) насеље је и општина у источној Француској у региону Рона-Алпи, у департману Савоја која припада префектури Шамбери.
По подацима из 2011. године у општини је живело 4.585 становника, а густина насељености је износила 1209,76 становника/km². Општина се простире на површини од 3,79 km². Налази се на средњој надморској висини од 282 метара (максималној 720 m, а минималној 280 m).

## Демографија
| 1962. | 1968. | 1975. | 1982. | 1990. | 1999. | 2011. |
| ----- | ----- | ----- | ----- | ----- | ----- | ----- |
| 2.495 | 3.235 | 3.329 | 3.793 | 4.195 | 4.663 | 4.585 |

График промене броја становника у току последњих година